# Highland Lake (Alabama)
Highland Lake est une ville du comté de Blount, en Alabama, aux États-Unis,. Elle est située au sud du comté.
La première communauté s'installe près du lac artificiel appelé, à l'origine, Shuff Lake, en référence à l'ingénieur Hugh Shuff l'ayant créé en 1954. La ville est incorporée le 17 août 1967.

## Démographie
| 1970 | 1980 | 1990 | 2000 | 2010 | - | - | - |
| ---- | ---- | ---- | ---- | ---- | - | - | - |
| 108  | 210  | 304  | 408  | 412  | - | - | - |

## Source de la traduction
- (en) Cet article est partiellement ou en totalité issu de l’article de Wikipédia en anglais intitulé « Highland Lake, Alabama » (voir la liste des auteurs).